# Мері Олден
Мері Макгуайр Олден (англ. Mary Maguire Alden; 18 червня 1883 — 2 липня 1946) — американська акторка німого кіно і театру. Одна з перших акторок Бродвею, яка почала працювати в Голлівуді.

## Біографія
Народилася в Нью-Йорку 18 червня 1883 року. Почала кар'єру на бродвейській сцені, де провела перші п'ять років, перш ніж переїхала до Голлівуду. Там уклала контракти з такими кінокомпаніями, як «Мутоскоп і Байограф» і Pathé Exchangeruen. Її найпопулярніша роль була у фільмі Гріффіта 1915 року «Народження нації». У наступному році вона разом з Мей Марш, Міріам Купер і Вірою Льюїс знялася у фільмі «Нетерпимість», де виконала роль Гріффіт. У 1917 році після того, як разом з Мері Пікфорд знялася у фільмі «Менше пилу», Олден зробла тимчасову перерву в кінокар'єрі. Критика схвально відгукнулась на такі ролі акторки, як місіс Антон у фільмі «Старе гніздо» (1921) і характерну роль бабусі в «Людина з двома матерями» (1922). Продюсером останнього фільму виступив Семюел Голдвін.
Протягом 1920-1930-х Олден продовжувала активно зніматися в кіно. За цей період знялася в наступних фільмах: «Пластмасове століття» (1925), «Радісна дівчина» (1927), «Леді мафії» (1928) і «Порт мрії» (1929). Одними з останніх фільмів з її участю стали «Дом ада», «Распутін і імператриця» і «Дивна перерва». Всі ці фільми були зняті в 1932 році.
Померла в 1946 році в лікарні Motion Picture & Television Country House and Hospitalruen міста Вудленд-Хіллз. Там вона проживала останні чотири роки. Їй було 63 роки. Похована на цвинтарі Valhalla Memorial Park Cemeteryruen, в Північному Голлівуді, в штаті Каліфорнія.

## Вибрана фільмографія
- 1915 — Народження нації / The Birth of a Nation — Лідія Браун
- 1919 — Непростимий гріх / The Unpardonable Sin
- 1923 — Божевільне задоволення / Pleasure Mad — Марджорі Бентон
- 1927 — Щаслива дівчина / The Joy Girl — місіс Корідж